# Wiesław Aleksander Cena
Wiesław Aleksander Cena (ur. 26 lutego 1955 w Mielcu) – polski pilot doświadczalny, działacz Aeroklubu Mieleckiego.

## Życiorys
Syn Władysława i Adeli z domu Stachlewskiej. Maturę uzyskał w I Liceum Ogólnokształcącym im. Stanisława Konarskiego w Mielcu i rozpoczął studia na Politechnice Rzeszowskiej. Już w czasie nauki w liceum rozpoczął szkolenie w Aeroklubie Mieleckim, które kontynuował na studiach. Uzyskał licencję pilota szybowcowego i turystycznego. W 1978 r. rozpoczął pracę w WSK-Mielec, gdzie uzyskał licencję pilota samolotowego zawodowego. Brał udział w przebazowywaniu samolotów An-2 i An-28 do Związku Radzieckiego, ponadto zdobywał kolejne uprawnienia w zakresie agrolotnictwa, pilotażu samolotów wielosilnikowych oraz akrobacji lotniczej. Ponadto uzyskał uprawnienia instruktora samolotowego I klasy, pilota doświadczalnego oraz pilota samolotu liniowego.
Od 1984 r. został zatrudniony w Mielcu jako pilot, przeszedł przeszkolenie w zakresie pilotażu samolotów wojskowych PZL TS-11 Iskra, Lim-2 i Lim-5. W okolicach Zielonej Góry brał udział w eksperymentalnych lotach przeciwpożarowych na samolotach PZL M18 Dromader i PZL M-21 Dromader Mini. W Mielcu brał udział w lotach doświadczalnych na prototypach samolotów PZL M-24 Dromader Super i oblotach samolotów TS-11, An-2, PZL M-20 Mewa i AN-28. Został włączony do grupy pilotów oblatujących PZL I-22 Iryda, następnie brał udział w szkoleniu instruktorów lotnictwa wojskowego w zakresie pilotażu I-22. 
W 1994 r. prezentował samolot I-22 Iryda na Międzynarodowych Pokazach Lotniczych w Farnborought, ten sam samolot prezentował w locie w Dęblinie i Babich Dołach z okazji obchodów 80-lecia lotnictwa polskiego. Czynnie związał się z Aeroklubem Mieleckim, pod koniec lat 90. XX wieku został członkiem zarządu, a w 199 r. jego prezesem. Jako pilot zakładów mieleckich brał udział w przebazowywaniu samolotów PZL M28 do Wenezueli oraz do Indonezji i Wietnamu. W późniejszych latach przeprowadził próby korkociągowe na samolocie PZL I-23 Manager, co pozwoliło na jego certyfikację. 4 czerwca 2003 r. oblatał prototyp samolotu EM-10 Bielik. 20 października 2005 r. na lotnisku oblatał drugi prototyp samolotu EM-11C Orka, brał udział w próbach w locie samolotu akrobacyjnego Acro-Viper konstrukcji Jerzego Śmielkiewicza. Do czerwca 2010 r. wykonał 11 600 lotów na 49 typach samolotów w czasie 7380 godzin, z czego 2870 godzin wylatał jako pilot doświadczalny. W 2013 r. wystąpił jako pilot doświadczalny w filmie "Uskrzydlone miasto - 75 lat PZL Mielec".
W kwietniu 2019 r. dokonał oblotu samolotu Flaris LAR01. 15 września 2022 r. wykonał samolotem Flaris LAR01 lot w załodze dwuosobowej, drugim załogantem był Dominik Punda.